# Congo Bongo
Congo Bongo (ティップタップ?, Tippu Tappu), intitolato anche Tip Top al di fuori degli Stati Uniti, è un videogioco arcade del 1983 del genere a piattaforme isometrico, con un esploratore dei tropici come protagonista.
È stato prodotto dalla SEGA per sala giochi, dove inizialmente non ebbe grande successo, poi in seguito convertito per molte piattaforme domestiche, con il titolo Congo Bongo in tutto il mondo, tra cui Commodore 64, Apple II, Atari 2600, Atari 5200, Atari 8-bit, ColecoVision, Intellivision, MSX e
SG-1000.

## Modalità di gioco
Il giocatore controlla un esploratore in abbigliamento da safari che cerca di catturare una grossa scimmia, attraversando disarmato ambienti tipici dell'Africa popolati di animali. In una piccola animazione iniziale, si vede che lo scimmione è colpevole di aver appiccato fuoco alla sua tenda mentre dormiva, per scherzo! Effettivamente, lo scopo del gioco è quello di ricambiare lo scherzo dello scimmione.
Il gioco ha molti elementi in comune con Donkey Kong e Frogger, ma a differenza di questi è visto con prospettiva isometrica, e in alcuni livelli l'area di movimento è effettivamente in tre dimensioni.
L'esploratore non ha armi, può muoversi nelle 4 direzioni e saltare, nonché arrampicarsi (ma solo nel primo livello).
Il gioco è suddiviso in 4 livelli piuttosto diversi tra loro, che si ripetono ciclicamente, sempre più difficili, anche se nelle versioni per alcune piattaforme non sono presenti tutti e 4. Lo scopo è sempre raggiungere lo scimmione dall'altra parte dello schermo.
I livelli sono:
1. Una collina fatta a gradoni. È l'unico livello in tre dimensioni; i gradoni con poco dislivello possono essere sia saltati che scavalcati arrampicandosi. Lo scimmione sta in cima alla collina e fa rotolare giù delle noci di cocco. Sono presenti anche scimmiette che possono aggrapparsi all'esploratore e intralciarlo.
2. Un lago attraversabile grazie a delle piattaforme sull'acqua. Bisogna evitare scorpioni, serpenti e riuscire a camminare su un ippopotamo.
3. Una savana dove bisogna evitare rinoceronti che caricano in varie direzioni.
4. Un altro lago, per attraversarlo bisogna camminare sopra ninfee, ippopotami, tronchi e grossi pesci.

Diverse conversioni, tra cui quelle per i sistemi Atari e la prima versione per Commodore 64, presentano soltanto i primi due livelli. Nel caso del Commodore 64 uscirono due versioni, la prima (1983) su cartuccia o cassetta con due livelli, la seconda (1985) su disco con tutti i livelli e aspetto molto più fedele all'originale arcade.